# کالاوریتا
کالاوریتا (به لاتین: Kalavryta) یک شهرک در یونان است که در Kalavryta Municipality واقع شده‌است.

## خواهرخوانده
شهر Missolonghi خواهرخواندهٔ کالاوریتا هست.